# Nacionalinis finalas 2002
La terza edizione di Nacionalinis finalas si è svolta il 14 febbraio 2002 e ha selezionato il rappresentante della Lituania all'Eurovision Song Contest 2002 a Tallinn.
I vincitori sono stati i B'Avarija con We All, poi squalificati e rimpiazzati da Aivaras Stepukonis con Happy You, che all'Eurovision si è piazzato al 23º posto su 24 partecipanti con 12 punti totalizzati.

## Organizzazione
Per la quarta partecipazione eurovisiva lituana, l'emittente pubblica LRT ha optato per l'organizzazione, per la terza volta, di un programma di selezione. Gli artisti interessati hanno avuto la possibilità di inviare le proprie proposte dal 24 ottobre al 31 dicembre 2001, e l'8 gennaio 2002 LRT ha pubblicato la lista dei 15 partecipanti selezionati.
La finale è stata trasmessa in diretta il 14 febbraio 2002 dal Vilnius Palace of Concerts and Sports di Vilnius. Il vincitore è stato scelto fra i 15 partecipanti da una combinazione di voto della giuria (50%), televoto (25%) e voto del pubblico in sala (25%). I B'Avarija hanno inizialmente vinto la competizione; tuttavia, a fine marzo 2002, sono stati squalificati in quanto è emerso che il loro brano We All era una nuova versione di un loro brano, Mes čia, pubblicato nel novembre 2001 come terza traccia del loro album Iš visos širdies. Di conseguenza, Aivaras Stepukonis ha preso il loro posto e ha cantato la sua Happy You per la Lituania sul palco eurovisivo.
LRT ha pubblicato su CD una compilation contenente 13 dei 15 i brani della selezione, intitolata Eurovizija 2002 lietuvos nacionalinis turas. Don't Ever Stop di Kosmo e I'm So in Love dei Naktinės Personos sono state escluse dalla lista tracce.

## Finale
| #  | Artista                      | Titolo                             | Punti | Posizione |
| -- | ---------------------------- | ---------------------------------- | ----- | --------- |
| 1  | Simona                       | Fantasy                            | —     | 15        |
| 2  | Markas                       | You're the Biggest Star of My Life | —     | 14        |
| 3  | Kosmo                        | Don't Ever Stop                    | —     | 13        |
| 4  | Iris                         | Find Your Song                     | —     | 8         |
| 5  | B'Avarija                    | We All                             | 40    | 1         |
| 6  | Saulės Kliošas               | Singing in the Night               | 33    | 3         |
| 7  | Jolanta Tubinytė & King Lion | I Wanna Hold You                   | 13    | 7         |
| 8  | Naktinės Personos            | I'm So in Love                     | —     | 4         |
| 9  | IF                           | If You Can                         | —     | 12        |
| 10 | Adoms                        | Q-Ba-Ba                            | 9     | 9         |
| 11 | Aivaras Stepukonis           | Happy You                          | 38    | 2         |
| 12 | Rūta Lukoševičiūtė           | Hello                              | —     | 5         |
| 13 | Ramūnas Difartas & Dreams    | You'll Be Waiting                  | 21    | 6         |
| 14 | La Vita                      | Never                              | 6     | 10        |
| 15 | Agnė                         | Feelings                           | —     | 11        |